# San Antero

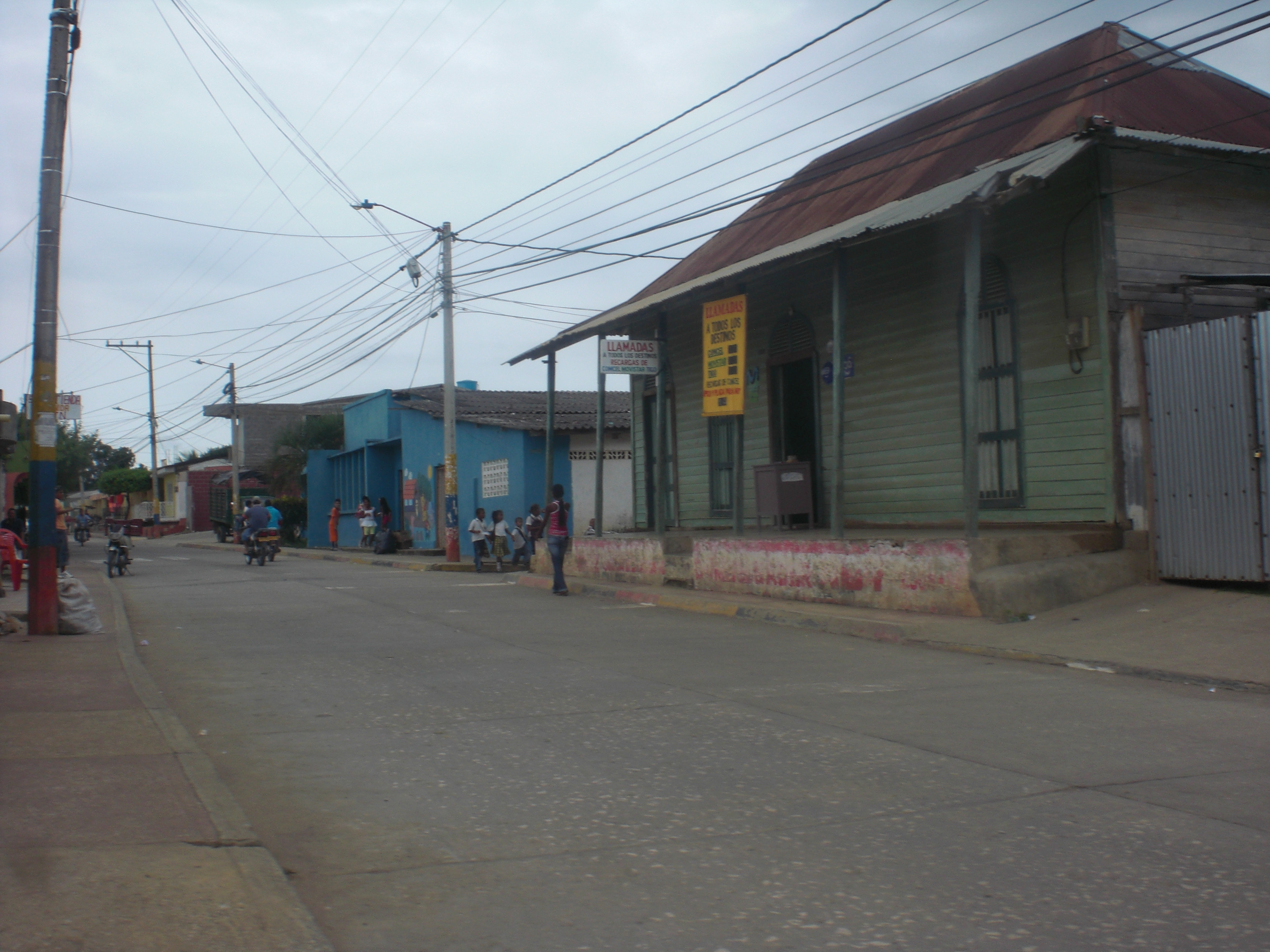

San Antero é um município da Colômbia, localizado no departamento de Córdoba.